# Felgyő, Csongrád
Felgyő  este un sat în districtul Csongrád, județul Csongrád, Ungaria, având o populație de 1.274 de locuitori (2011). 

## Demografie
Componența etnică a satului Felgyő
     Maghiari (99,25%)
     Alții (0,75%)
Componența confesională a satului Felgyő
     Romano-catolici (58,24%)
     Fără religie (12,79%)
     Reformați (3,14%)
     Necunoscută (25,43%)
     Luterani (0,39%)
     Alte religii (0,31%)
Conform recensământului din 2011, satul Felgyő avea 1.274 de locuitori. Din punct de vedere etnic, majoritatea locuitorilor (99,25%) erau maghiari.  Din punct de vedere confesional, majoritatea locuitorilor (58,24%) erau romano-catolici, existând și minorități de persoane fără religie (12,79%) și reformați (3,14%). Pentru 25,43% din locuitori nu este cunoscută apartenența confesională.